# Andrzej Chmarzyński
Andrzej Chmarzyński (ur. 17 marca 1945 w Radomiu, zm. 20 czerwca 2019 w Toruniu) – polski koszykarz, występujący na pozycji skrzydłowego, reprezentant Polski.
Był zawodnikiem AZS Toruń, w którego barwach występował przez siedem kolejnych sezonów w I lidze koszykarskiej (od sezonu 1963/1964 do sezonu 1969/1970). W rozgrywkach ligowych nie zdobył nigdy medalu (najwyższa pozycja - 6. w sezonie 1965/1966). W kwietniu 1964 wystąpił w pierwszych w historii mistrzostwach Europy juniorów, zajmując z drużyną szóste miejsce. W 1967 został powołany do reprezentacji Polski seniorów i wystąpił na mistrzostwach świata w Urugwaju, gdzie zajął z drużyną 5. miejsce. W turnieju zagrał tylko w jednym spotkaniu - 28 maja 1967 z Brazylią, zdobywając jeden punkt.
W trakcie swojej siedmioletniej kariery w najwyższej klasie rozgrywkowej wziął udział w 135 spotkaniach, zdobywając 2247 punktów (średnia 16,6).
Ukończył studia chemiczne na Uniwersytecie Mikołaja Kopernika w Toruniu i obronił tam również pracę doktorską. Pracował na macierzystej uczelni jako starszy wykładowca w Katedrze Chemii Środowiska i Bioanalityki Wydziału Chemii.

## Osiągnięcia
Reprezentacja
- mistrzostwa Europy U–18[4] (1964 – 6. miejsce)[5]
- mistrzostwa świata (1967 – 5. miejsce)[6]